# Dej ska jag ha!
Dej ska jag ha! (engelska: Love Me or Leave Me) är en amerikansk romantisk musikalfilm från 1955 i regi av Charles Vidor. Filmen handlar om Ruth Etting, en sångerska som gick från att arbeta på nattklubbar till att bli filmstjärna i tidiga ljudfilmer. I huvudrollerna ses Doris Day, James Cagney och Cameron Mitchell.

## Rollista i urval
- Doris Day - Ruth Etting
- James Cagney - Martin Snyder
- Cameron Mitchell - Johnny Alderman
- Robert Keith - Bernard V. Loomis
- Tom Tully - Frobisher
- Harry Bellaver - Georgie
- Richard Gaines - Paul Hunter
- Peter Leeds - Fred Taylor
- Claude Stroud - Eddie Fulton
- Audrey Young - Jingle Girl
- John Harding - Greg Trent